# Комсомол (Жанибекский район)
Комсомол (каз. Комсомол) — упразднённое село в Жанибекском районе Западно-Казахстанской области Казахстана. Входило в состав Таловского сельского округа. Ликвидировано в 2010 г. Код КАТО — 274247108.
Село расположено в верховьях реки Торгун, по которой в районе села проходит российско-казахстанская граница.

## Население
В 1999 году население села составляло 170 человек (86 мужчин и 84 женщины). По данным переписи 2009 года, в селе проживали 24 человека (15 мужчин и 9 женщин).